# Wiedemannia erminea
Wiedemannia erminea är en tvåvingeart som först beskrevs av Josef Mik 1887.  Wiedemannia erminea ingår i släktet Wiedemannia och familjen dansflugor. Inga underarter finns listade i Catalogue of Life.